# Lasgush Poradeci
Lasgush Poradeci, születési nevén Llazar Gusho (Pogradec, 1899. december 27. – Tirana, 1987. november 12.) albán költő, műfordító, filológus. A 20. század jeles költője, szimbolista-misztikus költői életművével a modernista albán líra egyik előfutára.

## Életútja
Az Ohridi-tó melletti Pogradecben született, majd tízéves korától, 1909-től a közeli Manasztir román tannyelvű iskolájában tanult. 1916-ban fejezte be itteni tanulmányait, ezt követően két évig az athéni marista szerzetesek francia nyelvű középiskolájának diákja volt. 1918-ban egészsége megromlott, és a következő két évben a régész Heinrich Schliemann özvegye, Sophia Schliemann jóvoltából egy athéni szanatórium beutaltjaként élt. 1920-ban, miután in flagranti kapták az egyik ápolónővel, kiutasították a gyógyintézetből.
1921-ben Bukarestbe ment, hogy csatlakozzék ott élő fivéréhez. Több sikertelen felvételit követően bejutott a román főváros Nemzeti Szépművészeti Iskolájába, ezzel párhuzamosan a helyi albán diaszpóra egyik egyesületében végzett titkári munkát. 1924-ben az albániai Fan Noli-kormány jóvoltából állami ösztöndíjban részesült, és rövid berlini kitérő után a Grazi Egyetemen folytatott újlatin és germán filológiai tanulmányokat. Csaknem tíz évet töltött az ausztriai városban – későbbi visszaemlékezései szerint élete legszebb időszakát –, végül 1933 májusában védte meg doktori disszertációját Der verkannte Eminescu und seine volkstümlich-heimatliche Ideologie (’A félreértett Eminescu és népies gondolatvilága’) címmel.
1934-ben hazatért Albániába, ahol az első albán művészeti középiskola, a tiranai Rajziskola (Shkolla e Vizatimit) művészeti tanára lett. 1944-ben elveszítette állását, a következő három évben felesége szerény tanári fizetéséből éltek. 1947-ben rövid ideig a Tudományos Intézet alkalmazta, majd a Naim Frashëri Kiadóvállalatnál kapott állást mint műfordító. Alacsony státusban dolgozott a kiadónál 1974-es nyugdíjazásáig. Élete utolsó éveiben a nyarakat szülővárosában, az óváros egyik kicsi, kopottas házában töltötte, kertészkedéssel és tóparti sétákkal múlatta az időt. Nagy szegénységben halt meg tiranai otthonában. Pogradecben, az Ohridi-tó partján temették el.

## Munkássága

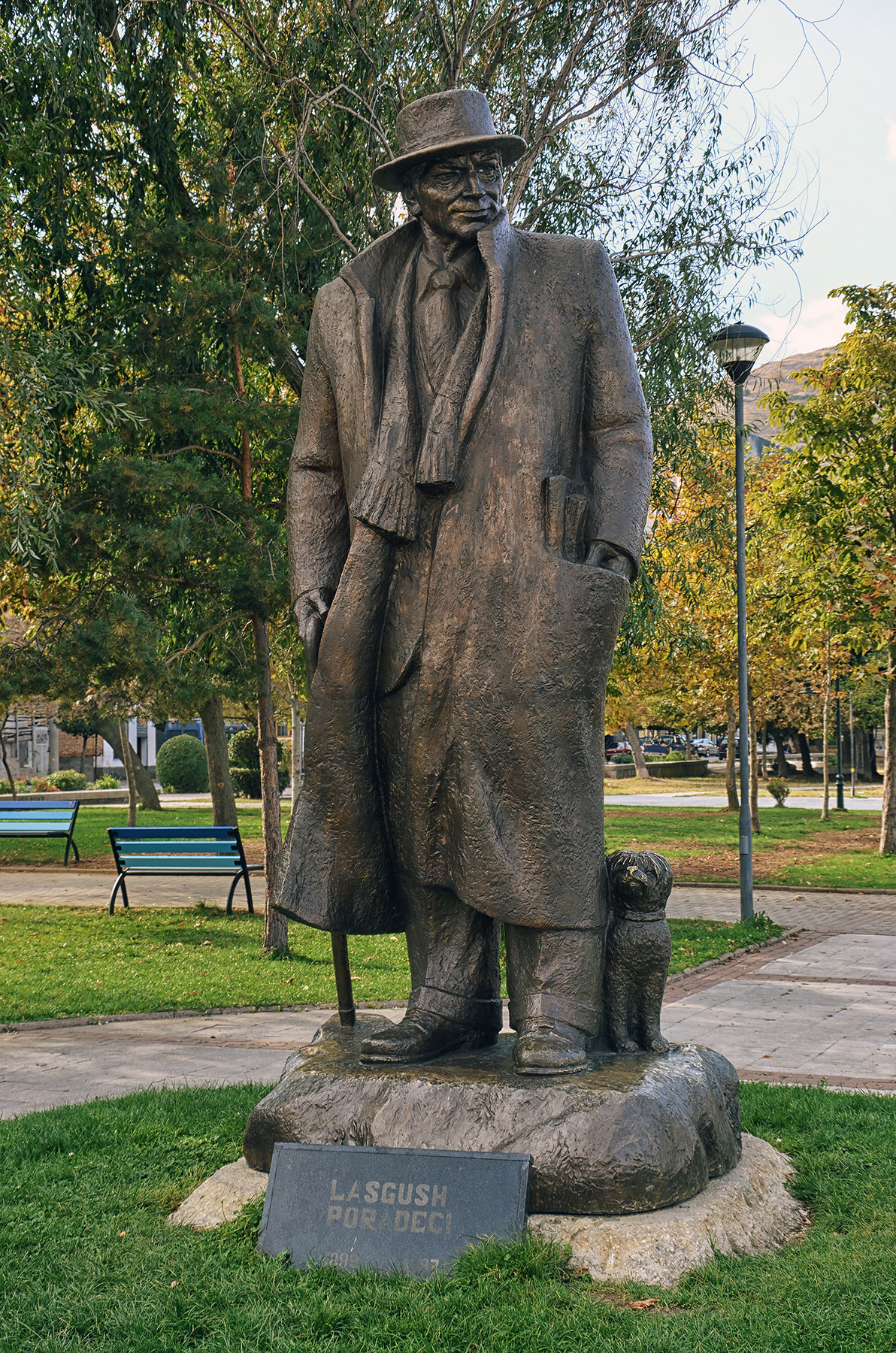
Poradeci szobra szülővárosa tóparti sétányán

Egyes irodalomtörténeti értékelések szerint a 20. század legnagyobb albán költői közé tartozik, Migjeni mellett az albán romantika korszakát követő modernista líra előfutára. Életműve ugyanakkor nem szorítható be a kortársi albán irodalmi áramlatok egyikébe sem, a panteista miszticizmus hatásáról árulkodó gondolatvilága és formanyelve különös, egzotikus ízt ad lírájának. Az író-irodalomkritikus Rexhep Qosja írta róla: „Poradeci úgy érzett, mint egy romantikus, úgy gondolkodott, mint egy klasszicista, magányos és saját szellemiségébe zárt remete volt, mint egy szimbolista, de verselésében precíz, akár egy parnasszista. Eklektikus és minden szempontból eredeti volt.”
Az aktív politikai és irodalmi életet élő bukaresti albán diaszpóra serkentően hatott irodalmi munkásságára. Többek között ismeretséget kötött Aleks Stavre Drenovával, a késő romantika albán költőjével és több román irodalmárral. Első verseit a diaszpóra albán folyóirataiban, elsősorban a konstancai Shqipëria e Re (’Új Albánia’) és a bostoni Dielli (’A Nap’) című lapokban adta közre. Korai költeményeit Mihai Eminescu hatása, egyfajta teozófiai hajlam jellemezte. Jellegzetes költői eszköze volt az archaikus nyelvi elemek és a neologizmusok meghökkentő hatást keltő összeházasítása, ami – szokatlansága révén – segített egy csapásra munkáira irányítani az irodalomértő közönség figyelmét.
Két legjelentősebb verseskötete az 1933-ban megjelent Vallja e yjeve (’Csillagok tánca’) és az 1937-ben kiadott Ylli i zemrës (’A szív csillagai’). Az első kötet jóval korábbi, 1921 és 1924 között – romániai tartózkodása alatt – írt verseit tartalmazza, a másodikban érett költeményei szólalnak meg, mesteri időmértékkel és prozódiával. Különös lehetőséget ad a két kötet mögött álló költői kontúrok megragadására, hogy az 1937-es kötetben jó néhány korábbi versét kiforrottabb költői nyelvvel újraformálva adta ki. Lírája olyan forradalmian hatott a korabeli albán költészet formanyelvére, mint Migjeni egy évvel korábban kiadott szabadversei. Poradeci szenvedélyesen tanulmányozta a szanszkrit nyelvet, hogy minél közelebb kerüljön a védikus irodalom megértéséhez. Ars poeticája szerint költészetével egyfajta metafizikai hidat kívánt teremteni a hús-vér létezés fizikai valósága és nyomorúsága, valamint a látható világon túli szférák, a kreatív energiák forrásvilága között. Verseinek egyik visszatérő motívuma a gyermekkori táj, az Ohridi-tó lusta hullámainak, a víztükör fodrozódásának és fény-visszaverődéseinek impresszionista megidézése. A gyermekkor élményvilága mellett Poradeci lírájában a dél-albániai toszk népköltészet motívumkincse, szerkezeti megoldásai és nyelvezete is kibontakozik. Ezért mondta róla a következőket a pályatárs – és szintén pogradeci – Mitrush Kuteli, aki 1937-es verseskötete szerkesztésében is segédkezett: Poradeci „az egyetlen albán költő, aki albánul gondolkodik, beszél és ír”.
Az 1930-as évek végén és az 1940-es évek első felében főként Branko Merxhani Përpjekja Shqiptare (’Az Albán Törekvés’) című lapjában publikálta. Filozofikus, szimbolista versei mellett írt mintegy száz hazafias és szerelmi költeményt is. A sztálinista állampárti diktatúrában költői fénye elhalványult, néhány régi verse csupán elvétve és gondosan cenzúrázva jelent meg a tiranai Drita (’A Fény’) és Nëntori (’November’) lapokban. A fáma szerint az volt Poradeci szavajárása, hogy inkább kettétör minden keze ügyébe kerülő ceruzát, semmint olyan verset írjon, ami „ezeknek” tetszik. Ezekben az évtizedekben irodalmi hírneve is megkopott, az irodalom marxista-sematista ideológusai „a társadalmi valóságtól elszakadó, l’art-pour-l’art” költőnek csupán kisszámú hazafias és szerelmi versét méltatták, filozofikus miszticizmusát „reakciós” és „burzsoá” költészetként bélyegezték meg.
Műfordítóként főként Goethe, Burns, Heine, Mickiewicz, Puskin, Lermontov, Majakovszkij és Brecht költeményeit szólaltatta meg albán nyelven.

### Főbb művei
- Lasgush Poradeci: Vallja e yjeve (’Csillagok tánca’). Konstancë: Tipografia Albania. 1933.   117 o.
- Lasgush Poradeci: Ylli i zemrës (’A szív csillagai’). Bukuresht: Shtypshkronja Albania. 1937.   183 o.
- Lasgush Poradeci: Poezia (’Költészete’). Prishtinë: (kiadó nélkül). 1968.   150 o.
- Lasgush Poradeci: Vepra letrare (’Irodalmi művei’). Përg. Frida Idrizi. Tiranë: Naim Frashëri. 1990.   521 o.
- Lasgush Poradeci: Vepra I–V. (’Művei I–V.’). Përg. Marie Gusho, Kostandina Gusho. Tiranë: Albpaper. 1999–2012.